# 临江乡 (南充市)
临江乡，是中华人民共和国四川省南充市嘉陵区曾经下辖的一个乡。2019年10月，撤销新场乡、土门乡、临江乡，将其所属行政区域划归李渡镇管辖。

## 行政区划
临江乡撤销前下辖以下地区：
岩观音村、茅镰坝村、水井沟村、唐家祠村、观音寺村、敖家庙村、灵影寺村、田坝子村、子沟村、蔡家坝村、申家嘴村和黄家楼村。